# Округ Андерсон (Тексас)
Округ Андерсон (енгл. Anderson County) је округ у америчкој савезној држави Тексас. По попису из 2010. године број становника је 58.458.

## Демографија
Према попису становништва из 2010. у округу је живело 58.458 становника, што је 3.349 (6,1%) становника више него 2000. године.
| Група             | 2000.          | 2010.          |
| Белци             | 34.762 (63,1%) | 35.792 (61,2%) |
| Афроамериканци    | 12.941 (23,5%) | 12.310 (21,1%) |
| Азијати           | 246 (0,4%)     | 291 (0,5%)     |
| Хиспаноамериканци | 6.705 (12,2%)  | 9.287 (15,9%)  |
| Укупно            | 55.109         | 58.458         |